# Tactusa topi
Tactusa topi là một loài bướm đêm thuộc họ Erebidae. Nó được tìm thấy ở Quảng Đông ở Trung Quốc.
Sải cánh dài khoảng 11 mm. 